# 桓彬
桓 彬（かん ひん、133年 - 178年）は、後漢の官僚。字は彦林。本貫は沛国竜亢県。

## 経歴
許県令をつとめた桓麟（桓焉の弟の桓酆の子）の子として生まれた。若くして蔡邕と名声を等しくした。はじめ孝廉に察挙され、尚書郎に任じられた。ときに中常侍の曹節の娘婿の馮方が尚書郎となった。桓彬は尚書左丞の劉歆や尚書右丞の杜希と仲良くしていたが、馮方とは酒食をともにしようとしなかった。馮方はこのことを深く恨んで、桓彬らが酒党を作っていると言上した。尚書令の劉猛は桓彬らを支持して、馮方の訴えを取りあげなかった。曹節は激怒して、劉猛が私党におもねっていると弾劾奏上した。劉猛は10日ほどで出獄したものの、免官・禁錮とされた。桓彬もやはり免官された。178年（光和元年）、家で死去した。享年は46。
著書に『七説』があった。

## 伝記資料
- 『後漢書』巻37 列伝第27